# Dicraeosaurus hansemanni
Dicraeosaurus hansemanni ("reptil bifurcado de el Dr. David von Hansemann") es una especie y tipo del género extinto Dicraeosaurus de dinosaurio saurópodos dicreosáurido, que vivió a finales del período Jurásico, hace aproximadamente 156 a 150 millones de años, entre el Oxfordiense y el Kimmeridgiense, en lo que hoy es África. Fue descrito por primera vez por el paleontólogo alemán Werner Janensch en 1914, en su monografía sobre la fauna de la Formación de Tendaguru y fue encontrado durante las expediciones alemanas de 1909 a 1913. En Tendaguru se pueden distinguir tres capas diferentes en la que se producen los dinosaurios y con edades ligeramente diferentes, las margas de dinosaurios Inferior, Media y Superior. Los dos tipos de Dicraeosaurus por lo tanto no vivían juntos, se encontraron en diferentes capas, Dicraeosaurus hansemanni, la especie tipo, vivía en la Inferior y Media entre el Oxfordiano y el Kimeridgiano y Dicraeosaurus sattleri en la Superior del Titoniano. El sitio en Tendaguru representa una zona de marea en la costa y por lo tanto, probablemente no sea el hábitat real de Dicraeosaurus , que se encuentra más en el interior.